# سوئیخوم
سوئیچوم (به هلندی: Swichum) یک منطقهٔ مسکونی در هلند است که در لیواردن واقع شده‌است. سوئیچوم ۵۰ نفر جمعیت دارد.